# Беспечный ездок
«Беспе́чный ездо́к» (англ. Easy Rider) (1969) — драматический фильм Денниса Хоппера с Питером Фондой, выступившим продюсером, и самим режиссёром в главных ролях, стоящий у истоков жанров роуд-муви и «кислотного вестерна», традиции американского независимого кино и школы Нового Голливуда. 

Премьера состоялась на Каннском фестивале, где картина была номинирована на «Золотую пальмовую ветвь», а Хоппер был удостоен Приза за лучший дебют. Также Джек Николсон впервые получил номинации за лучшую мужскую роль второго плана на «Золотой глобус», «BAFTA» и «Оскар».
При бюджете около $360 000 «Беспечный ездок» собрал более 40 миллионов только в США, окупившись в 111 раз. Критики высоко оценили режиссуру, сценарий, саундтрек и визуальные эффекты картины.
Знаковый контркультурный фильм, «пробный камень для поколения», который «захватил национальное воображение», исследует социальный ландшафт, проблемы и напряженность в отношении молодёжи 60-х годов, такие как расцвет движения хиппи, употребление наркотиков и общинный образ жизни. В сценах, показывающих употребление марихуаны и других веществ, использовались настоящие наркотики. 
Влияние обманчиво бессюжетной нарративной конструкции картины ощутимо во многих малобюджетных американских фильмах 70-х и особенно 80-х, годов, таких как «Более странно, чем в раю» Джима Джармуша (1984) и «Мой личный штат Айдахо» Гаса Ван Сента (1991).
В 1998 году внесён в Национальный реестр фильмов, обладая «культурным, историческим или эстетическим значением».
По версии Американского института кино картина занимает 88-е и 84-е места в списке 100 фильмов за 1998 и 2007 годы, а песня «Born to Be Wild» 29-е место в чарте 100 лучших песен из американских фильмов за 100 лет по версии AFI.

## Сюжет
Лето 1967 года. Двое байкеров-неформалов — Уайатт «Капитан Америка» (Питер Фонда) и Билли (Деннис Хоппер) получают крупную сумму денег от торговца наркотиками (Фил Спектор) за контрабанду мексиканского кокаина в Лос-Анджелес. С наличными, помещёнными в пластиковую трубку, спрятанную внутри расписанного в стиле американского флага топливного бака чоппера «Капитан Америка» (модифицированного «Harley Davidson FL» 1951 года) Уайатта, друзья едут на восток в поисках свободы по южным штатам — из Калифорнии в Новый Орлеан, штат Луизиана, чтобы успеть на фестиваль Марди Гра.
Не получив ночлега в придорожном мотеле, хозяин которого при их приезде меняет табличку на «Свободных мест нет», друзья вынуждены ночевать на улице. На следующий день байкеры останавливаются, чтобы починить спущенное колесо на мотоцикле Уайатта на ферме в Аризоне, и обедают с фермером и его семьёй. Позже они подбирают хиппи-автостопщика (Люк Эскью). На заправке Уайатт обнадёживает беспокоящегося друга по поводу денег, которые может обнаружить незнакомец. Хиппи приглашает их в свою коммуну, где они останавливаются до конца дня. На дворе «лето любви», «свободная любовь» хиппи практикуется с двумя женщинами, Лизой и Сарой, которые разделяют привязанность члена коммуны, прежде чем обратить внимание на байкеров. Когда друзья уходят, автостопщик дает Уайатту немного ЛСД, чтобы тот поделился с «нужными людьми».
Добравшись до Нью-Мексико, друзья едут вместе с маршем, и их арестовывают за «участие в параде без разрешения» и отправляют за решётку, где они знакомятся с философствующим адвокатом Джорджем Хэнсоном (Джек Николсон), проведшим здесь ночь за злоупотребление алкоголем. После упоминания о работе Джордж помогает байкерам выбраться из тюрьмы и решает отправиться с ними в Новый Орлеан. Во время ночёвки Уайатт и Билли знакомят Хэнсона с марихуаной. Как старомодный алкоголик, тот не хочет пробовать из-за страха «оказаться на крючке», что приведёт к худшим наркотикам, но быстро уступает.
Остановившись перекусить в закусочной небольшого городка Луизианы, трио привлекает внимание местных жителей. Консервативные южане видят в компании чужаков и встречают их враждебно. Компания девушек называет их красавцами, но мужчины и шериф дают унизительные комментарии и насмехаются над ними. Компания решает уйти, не вступая в конфликт, и отказывается покатать девушек, видя, как за ними наблюдает полицейский. Компания разбивает лагерь за городом, Джордж в разговоре с Билли говорит: «…Они боятся не вас, а то, что вы представляете… Вы для них представляете свободу… Одно дело говорить о свободе, а другое дело — быть свободным. Очень трудно быть свободным, когда тебя покупали и продавали на рынке ещё совсем недавно. Только, конечно, никогда нельзя говорить им о том, что они несвободны, потому что они начнут ломать тебе конечности, чтобы доказать, какие они свободные. Они с тобой будут долго говорить о свободе личности, но как только они видят свободную личность, их это до смерти пугает… Это делает их опасными».
Среди ночи группа реднеков подкрадывается к спящей троице и начинает избивать их дубинками. Билли кричит и вытаскивает нож, нападавшие ретируются. Друзья получают легкие травмы, но Джордж, не успевший проснуться, оказывается забит до смерти. Тело адвоката заворачивают в его спальный мешок, собирают его вещи и клянутся вернуть их семье.
Байкеры продолжают свой путь и останавливаются в борделе, о котором им рассказывал Джордж. Взяв с собой двух проституток — шатенку Карен (Карен Блэк ) и брюнетку Мэри (Тони Бэзил), друзья бродят по заполненным людьми улицам на праздновании Марди Гра. Придя на кладбище во Французском квартале, все четверо принимают ЛСД, которое хиппи дал Уайатту. Происходит наркотическая вакханалия. На ночёвке Уайатт говорит радующемуся Билли, считающему, что свобода есть много денег, что они проиграли, после чего ложится спать.
На следующее утро на двухполосной просёлочной дороге друзей догоняют двое реднеков на старом пикапе, пассажир, решив напугать их, тянется за дробовиком. Когда они проезжают мимо Билли, показывающего им средний палец, фермер говорит ему подстричься, после чего стреляет, и тот попадает в аварию. Грузовик проезжает мимо остановившегося Уайатта, обнаруживающего залитого кровью друга на обочине дороги. Уайатт говорит ему, что собирается поехать за помощью, и прикрывает рану своей кожаной курткой, после чего едет отомстить обидчикам.
Пикап делает разворот и едет в обратном направлении, пассажир снова стреляет, на этот раз из со стороны водителя. На экран брызгает кровь, Уайатт вылетает из мотоцикла, тот летит по воздуху, приземляется без отвалившегося переднего колеса и взрывается. 

Уайатт давно предчувствует такой исход — во время разговоров он неоднократно видит флешфорвард с горящим на обочине харлеем. 

Камера отдаляется.

## В ролях
- Питер Фонда — Уайатт («Капитан Америка»)
- Деннис Хоппер — Билли, друг Уайатта
- Джек Николсон — Джордж Хэнсон, адвокат, попутчик Уайатта и Билли
- Тони Бэзил — Мэри, бордельная проститутка
- Карен Блэк — Карен, бордельная проститутка
- Люк Эскью — хиппи-автостопщик
- Фил Спектор — торговец наркотиками

## Работа над фильмом
«Беспечный ездок», созданный Хоппером и Фондой с бюджетом всего 340 тыс. долларов и без поддержки ведущих голливудских студий, примыкает к традиции байкерских фильмов шестидесятых, представленной, в частности, фильмом «Дикие ангелы» (1966), главную роль в котором также сыграл Фонда. 

Съёмки велись летом 1968 года. Работа над фильмом шла очень тяжело. Кроме того, что Хоппер был неопытным режиссёром, он в этот момент много пил и употреблял наркотики. На съемочной площадке царила анархия (актёры, режиссёр, оператор и другие члены группы также употребляли наркотики), сценарий переписывался на ходу, а сцены постоянно переснимались.
Под влиянием принципов французской «новой волны» многие диалоги сочинялись прямо на съёмочной площадке.
Непосредственность документалистики фильму придавало курение актёрами настоящей марихуаны (хотя под видом кокаина использовалась сахарная пудра). Чтобы добиться жёсткого тона от завсегдатаев забегаловки, где останавливаются «хорошие плохие парни», Хоппер рассказал им, что по сценарию они изнасиловали и убили девочку из их города.
Формальное новаторство Хоппера проявилось в как бы залипающих переходах между сценами, предвещающих флешфорвард к финальной сцене. От этих флешфорвардов, возможно, намекающих на наркотическое расширение сознания героев, при окончательном монтаже (который курировал не Хоппер) сохранилось очень немногое.
Прошло время, прежде чем фильм смог найти дистрибьютера. В итоге только в США он собрал в прокате около 19 миллионов, войдя в четвёрку самых кассовых фильмов года и многократно окупившись. 

Наряду с успехом «Бонни и Клайда» и «Выпускника» триумф фильма Хоппера подтвердил то, что «продвинутая», настроенная против истеблишмента молодёжь была в состоянии предопределить успех или провал фильма. 

Эти три ленты обозначили крушение старой студийной системы и рождение Нового Голливуда.

## Восприятие и критика
«Беспечный ездок» красноречиво запечатлел разлом американского общества в эпоху войны во Вьетнаме на консервативных сторонников репрессивного истеблишмента и молодёжную контркультуру, для которой были свойственны протестные настроения. По словам критика Н. Аграновского, статус этого фильма в истории кино следует назвать «дух эпохи». Он часто упоминается в числе фильмов, наиболее повлиявших на формирование ценностей американской молодёжи конца 1960-х. Фильм романтизировал молодёжную субкультуру, связанную с гонками на мотоциклах, потреблением наркотиков и прослушиванием рок-музыки.
Популярность картины в Европе, где «Беспечный ездок» получил Пальмовую ветвь за лучший дебютный фильм, также имела свои не строго художественные причины. Как отмечал знаменитый американский критик Эндрю Саррис, включивший «Беспечного ездока» в свой ежегодный список лучших фильмов в 1970 году, европейцы в значительной степени смотрели это кино через призму войны во Вьетнаме. Их не волновал и не должен был волновать поиск путей развития далекой Америки и решение её внутренних проблем, но хиппующие байкеры не могли не вызывать симпатий у антимилитаристски настроенной публики.
Свой контекст восприятия существовал и в Америке. Обозреватель «Нью-Йорк Таймс» Манола Дерджес в большой статье от 7 апреля 2010 года, посвященной кончине Хоппера, указывает на то, что американская индустрия обратила внимание в первую очередь не на формальное новаторство фильма, а на его коммерческий успех (при бюджете в 400 тыс. долларов картина собрала в прокате более 20 млн).
В СССР критика не оставила фильм незамеченным, хотя в основном упоминая его в ряду лент независимых режиссёров: «независимые американские режиссёры инстинктивно чувствуют ярмо голливудских студий и косные буржуазные идеалы, но до настоящего понимания проблем с позиций марксистской идеологии им еще далеко». Непосредственно «Беспечному ездоку» внимания отечественные критики уделили немного. Иными словами, положительные упоминания (и то в достаточно умеренной форме) об этой картине продиктованы только тем, что она была критично ориентирована по отношению к Америке. Сам факт наличия критицизма, а также антимилитаристский настрой фильма заставили советскую критику высказываться о фильме с некоторой симпатией.
По словам Андрея Плахова, «каждый, кто посмотрел в своё время этот фильм, ощутил спазм, который бывает у пленника, глотнувшего свободы». Плахов определяет «Беспечного ездока» как «бессюжетный роуд-муви, плывущий под наркотические рок-ритмы 60-х», который «чуть не положил на лопатки Голливуд».
«С одной стороны, фильм „Беспечный ездок“ является точным и тонким отражением определенного времени — беспокойных 1960-х. Тогда в моде были бунт против консервативной морали, отцовских ценностей, так называемого нормального образа жизни, что, конечно, сильно раздражало поборников нравственности и жесткого порядка, — комментирует киновед Алена Сычева. — С другой стороны, эта кинокартина с представленными характерами, отношениями и ситуациями оказалась актуальна для любой эпохи. Герои фильма бездельничают, курят травку и колесят по дорогам родной Америки. Словом, ведут свободолюбивый образ жизни, чуждый и непонятый обывателям. Будучи милыми, тихими и миролюбивыми парнями, они раздражают даже своим внешним видом — длинными патлами, модной одеждой, шумными мотоциклами, на которых разъезжают не ради эпатажа, а по зову души. Эти парни и не думали шокировать общественность, привлекать к себе внимание или будоражить мещанское болото, но тем не менее разбудили в рядовых гражданах кровожадных зверей. Нетерпимость — одна из вечно актуальных тем, исследуемая в кино еще со времен Гриффита. Как и великий родоначальник американской кинематографии, режиссер фильма „Беспечный ездок“ Деннис Хоппер для животрепещущей темы подбирает новое оформление: для раскрытия актуального содержания он использует неожиданные способы съемки, монтажа, актерской работы, драматургического построения сюжета. Легкая импровизационная манеры игры, привлечение непрофессиональных артистов, отказ от павильонов, использование подвижной камеры, резкий монтаж коротких кусков, ночные съемки при трепещущем отблеске костра, отсутствие активного действия и традиционной интриги, уделение значительного внимания музыке, которая не сопровождает действие, а ведет за собой героев… Все это шло в контру традициям Голливуда с его высоким стилем, эстетской красотой, живописностью каждого кадра, захватывающими сюжетами и правилами железного сценария, не допускающими импровизации. Фильм нарушил многие традиции и, вместе с тем, очаровал публику. Коммерческий успех „Беспечного ездока“ доказал востребованность нового кинематографа — Нового Голливуда».

## Признание

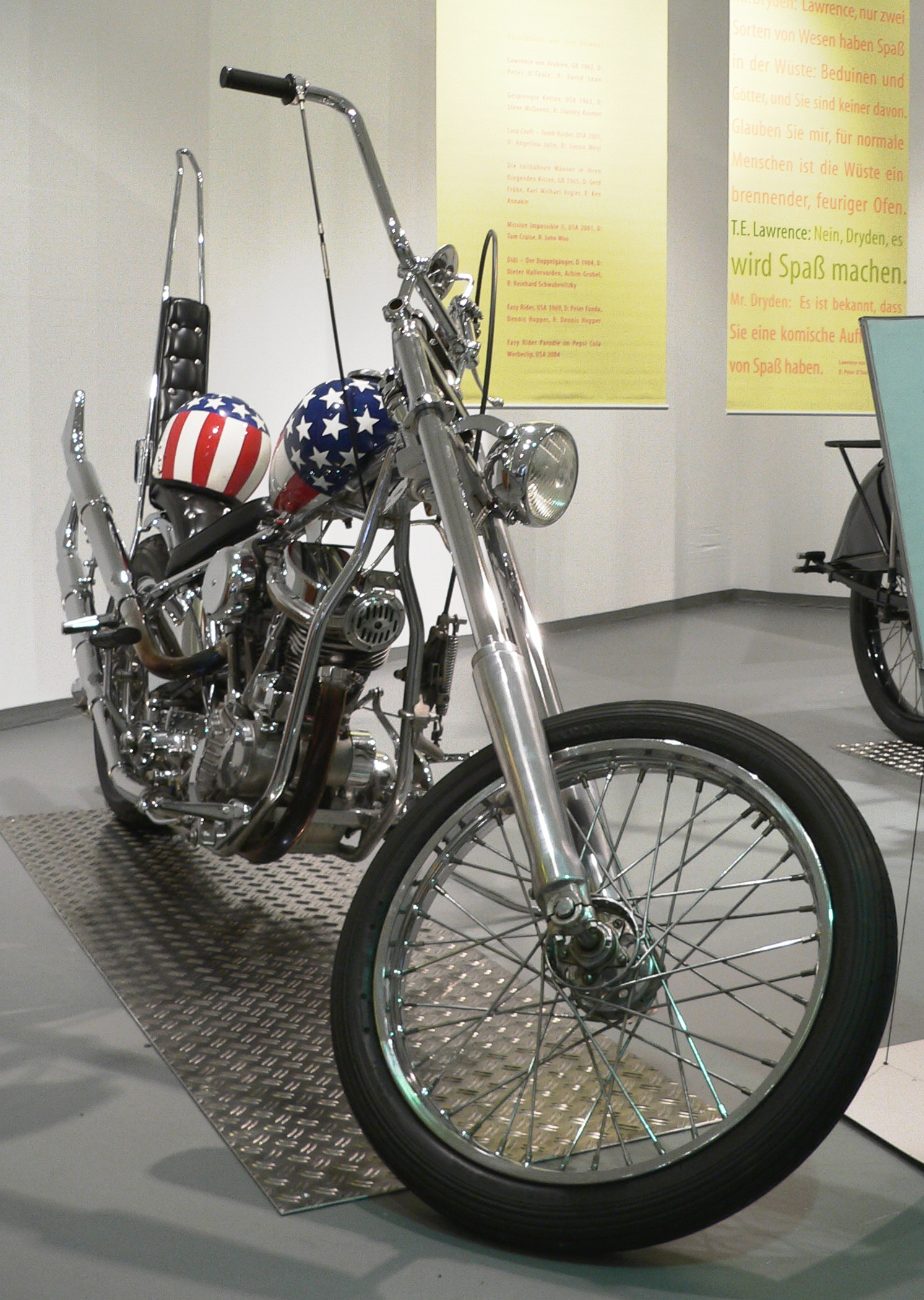
Копия «харлея» Капитана Америки в одном из немецких музеев

### Награды
- 1969 — Каннский кинофестиваль
  - Приз за лучший дебют — Деннис Хоппер
- 1970 — Премия Национального общества кинокритиков США
  - Лучшая мужская роль второго плана — Джек Николсон
  - Специальный приз — Деннис Хоппер

### Номинации
- 1969 — Каннский кинофестиваль
  - Золотая пальмовая ветвь — Деннис Хоппер
- 1970 — Премия «BAFTA»
  - Лучшая мужская роль второго плана — Джек Николсон
- 1970 — Премия «Золотой глобус»
  - Лучшая мужская роль второго плана — Джек Николсон
- 1970 — Премия «Оскар»
  - Лучшая мужская роль второго плана — Джек Николсон 
  - Лучший сценарий, основанный на неопубликованном ранее материале — Питер Фонда, Деннис Хоппер, Терри Саузерн

## Саундтрек
Звуковая дорожка к фильму оказалась такой же вехой в истории популярной музыки, как сам фильм в истории кино. До «Беспечного ездока» отдельными пластинками издавались только саундтреки, составленные из оригинального материала, написанного для того или иного фильма. Иным был подход к составлению звуковой дорожки «Беспечного ездока». Подборку рок-песен, прозвучавших в фильме, Дэннис Хоппер составил самостоятельно из числа близких фильму по настроению радиохитов тех лет.
Учитывая малобюджетность фильма, Хопперу не составило труда убедить звукозаписывающие компании дать согласие на включение песен в состав саундтрека (исключение составил лейбл Capitol Records, поэтому на пластинке звучит не оригинальная версия «The Weight» в исполнении The Band, а кавер-версия). 

В Billboard 200 пластинка достигла 6-го места и по суммарным продажам превзошла все саундтреки 1969 года, за исключением звуковой дорожки к «Ромео и Джульетте», сочинённой Нино Рота.
В числе прочих в фильме прозвучали такие хиты, как «The Pusher» и «Born to Be Wild» Steppenwolf, «The Weight» The Band, «Wasn’t Born to Follow» The Byrds, «If Six Was Nine» Jimi Hendrix Experience, а также неожиданные (и почти юмористические по своему эффекту) номера: «If You Want to Be a Bird» (Holy Modal Roundersand) и «Don’t Bogart Me» (Fraternity of Man).
Единственную оригинальную песню к фильму Хоппер попросил написать Боба Дилана, однако легендарный музыкант — якобы не оценив концовку фильма — ограничился тем, что набросал на салфетке один куплет и послал его лидеру The Byrds Роджеру МакГуинну с просьбой «довести до ума». Так родилась песня Ballad of Easy Rider.

## Факты
- Слоган фильма гласил: «Он отправился на поиски Америки, но не мог найти её нигде».
- Роль адвоката изначально писалась в расчёте на друга Хоппера, актёра Рипа Торна. Будучи южанином, Торн обиделся на то, как изображены в сценарии его земляки, и его выяснение отношений с Хоппером и Фондой чуть не переросло в поножовщину[20]. Торна пришлось заменить на тот момент малоизвестным Николсоном.
- Сцены из «Беспечного ездока» видит в забытьи герой романа Филипа К. Дика «Помутнение».
- Финальная драматическая сцена из «Беспечного ездока» демонстрируется в сериале «Новый Папа». Иоанн Павел III смотрит картину в папском кинотеатре, после чего восхищается ей.
- В фильме «Убойная парочка: Старски и Хатч» (2004) главные герои используют образы героев «Беспечного ездока» для того, чтобы войти в доверие байкеров в придорожном баре; Хатч представляется как «Канзас и Тото».
- В 2012 году был выпущен фильм Easy Rider: The Ride Back («Беспечный ездок снова в седле» или «Беспечный ездок: возвращение»), снятый по мотивам и в продолжение оригинальной ленты 1969 года. Главный герой Морган Уильямс (в исполнении Фила Питцера) по сюжету — родной брат Уайатта.